# Leviaraneus
Genre
Leviaraneus est un genre d'araignées aranéomorphes de la famille des Araneidae.

## Distribution
Les espèces de ce genre se rencontrent en Asie.

## Liste des espèces
Selon le World Spider Catalog (version 25.0, 13/02/2024) :
- Leviaraneus halabala Tanikawa & Petcharad, 2023
- Leviaraneus noegeatus (Thorell, 1895)
- Leviaraneus viridiventris (Yaginuma, 1969)

## Systématique et taxinomie
Ce genre a été décrit en 2023 dans les Araneidae par Akio Tanikawa (d) et Booppa Petcharad (d) .

## Étymologie
Ce genre est nommé en l'honneur de Herbert Walter Levi.

## Publication originale
- (en) Akio Tanikawa et Booppa Petcharad, « Leviaraneus, a new genus of Araneidae (Arachnida: Araneae) from Asia », Acta Arachnologica, Japon, vol. 72, no 2,‎ 31 décembre 2003, p. 119-127 (ISSN 0001-5202, e-ISSN 1880-7852, lire en ligne, consulté le 13 février 2024).